# Félicien Vervaecke
Félicien Vervaecke, nacido el 11 de marzo de 1907 en Dadizele y fallecido el 31 de octubre de 1986 en Bruselas, fue un ciclista belga.
En el Tour de Francia fue vencedor del gran premio de la montaña en 1935 y 1937. Fue tercero de la general en 1935 y 1936, se clasificó segundo en 1938. Ganó en total seis etapas del Tour. También ganó una etapa en el Giro de Italia en 1934.

## Palmarés
1932
- 1 etapa del Tour de l'Ouest
- Tour de Corrèze

1934
- 1 etapa del Giro de Italia

1935
- 3º del Tour de Francia, más clasificación de la montaña
- 1 etapa de la París-Niza
- 3º en el Campeonato de Bégica en Ruta

1936
- 1 etapa de la París-Niza
- 3º del Tour de Francia, más 1 etapa

1937
- 1 etapa del Tour de Francia, más clasificación de la montaña
- 1 etapa de la París-Niza

1938
- 2º del Tour de Francia, más 4 etapas

1939
- Tour de Jura

## Resultados en las grandes vueltas
| Carrera         | 1929 | 1930 | 1931 | 1932 | 1933 | 1934 | 1935 | 1936 | 1937 | 1938 | 1939 |
| --------------- | ---- | ---- | ---- | ---- | ---- | ---- | ---- | ---- | ---- | ---- | ---- |
| Giro de Italia  | -    | -    | -    | -    | -    | 30.º | -    | -    | -    | -    | -    |
| Tour de Francia | -    | -    | -    | Ab.  | -    | 4º   | 3º   | 3º   | Ab.  | 2º   | Ab.  |
| Vuelta a España | X    | X    | X    | X    | X    | X    | -    | -    | X    | X    | X    |